# Gabriel Cairo Valdivia
Gabriel Cairo Valdivia (San Martín, Mendoza, 1969), conegut popularment com a Gaby Cairo, és un ex jugador argentí d'hoquei sobre patins, actualment entrenador del HC Sentmenat.
Instal·lat a Catalunya, va aconseguir els seus més grans èxits esportius defensant la samarreta del FC Barcelona i de la selecció del seu país.

## Biografia
Després d'iniciar-se al seu país en l'esport de l'estic sobre rodes, va emigrar a Itàlia el 1987 on va jugar amb el Seregno.
L'any 1989 arriba a Catalunya i juga una temporada al CE Noia i tres al Reus Deportiu.
Finalment el 1993 va fitxar pel Futbol Club Barcelona on va aconseguir un total de 5 Copes d'Europa, 5 Supercopes d'Europa, 8 Lligues i 4 Copes del Rei entre altres títols, després de defensar la samarreta blau-grana durant un total d'onze temporades.
Amb la selecció nacional de l'Argentina ha estat Campió Olímpic el 1992 i dues vegades Campió del Món (1995 i 1999).
Gaby Cairo ha estat un exemple d'integració a Catalunya aconseguit expressar-se perfectament en català als pocs anys d'establir-se al Principat.
Després de la seva retirada en acabar la temporada 2003-2004 va incorporar-se com a directiu de les seccions esportives no professionals del Barça. La temporada 2011-2012 va ocupar el càrrec d'entrenador del primer equip de l'entitat.
La temporada 2013-2014 va ser entrenador del primer equip de l'Hoquei Club Sentmenat, club que milita a la 1a Catalana.